# Gabonvliegenvanger
De Gabonvliegenvanger (Batis minima) is een zangvogel uit de familie Platysteiridae (lelvliegenvangers).

## Verspreiding en leefgebied
Deze soort komt voor in zuidelijk Kameroen en Gabon.

## Status
De grootte van de populatie is niet gekwantificeerd maar de soort wordt omschreven als zeldzaam en plaatselijk. Op de Rode lijst van de IUCN heeft deze soort de status niet bedreigd.